# District de Bayanaoul
Le district de Bayanaoul  (en kazakh : Баянауыл ауданы) est un district de l'oblys de Pavlodar, situé au nord du Kazakhstan.

## Géographie
Le centre administratif du district est la ville de Bayanaoul.

## Démographie
En 2013, le district a une population de 27 899 habitants.